# Classe Porter
La classe Porter est une classe de destroyers de 1 850 tonnes construits par les États-Unis entre 1933 et 1937. Les quatre premiers navires ont été construits au New York Shipbuilding Corporation en 1933 et les quatre derniers au Bethlehem Steel Corporation à Quincy (Massachusetts). Tous ont été admis au service actif en 1936, à l'exception du Winslow qui a été commissionné en 1937.
Ils ont été construits en réponse aux grands destroyers que la Marine impériale japonaise construisait à l'époque et ont d'abord été conçus pour prendre la tête de flottilles de destroyers. Ils sont équipés à l'origine de 8 canons navals Mark 12 5"/38 (4 tourelles Mark 22 Single Purpose). Une protection contre les aéronefs par deux canons quadruples 1.1"/75 de 28 mm, considérée comme suffisante dans les années 1930 mais la menace induite par les aéronefs grandissante pendant la guerre fait que ces canons ont été remplacés ou ont été complétés par des canons de 20 mm/Bofors 40 mm. Ils emportent également 2 grenades anti-sous-marines.

## Seconde Guerre mondiale
Utilisés sur le théâtre Pacifique de la Seconde Guerre mondiale, seul le USS Porter a été perdu pendant le conflit. Celui-ci est touché par une torpille tirée par le sous-marin japonais I-21 (mais les sources diffèrent, Richard B. Frank affirmant qu'il aurait été coulé par une torpille errante lancée depuis un Grumman TBF Avenger de la TF 16) le 26 octobre 1942 à la bataille des îles Santa Cruz (près de Guadalcanal). Une fois son équipage évacué, le USS Shaw (DD-373) de classe Mahan coule le navire.

## Liens externes

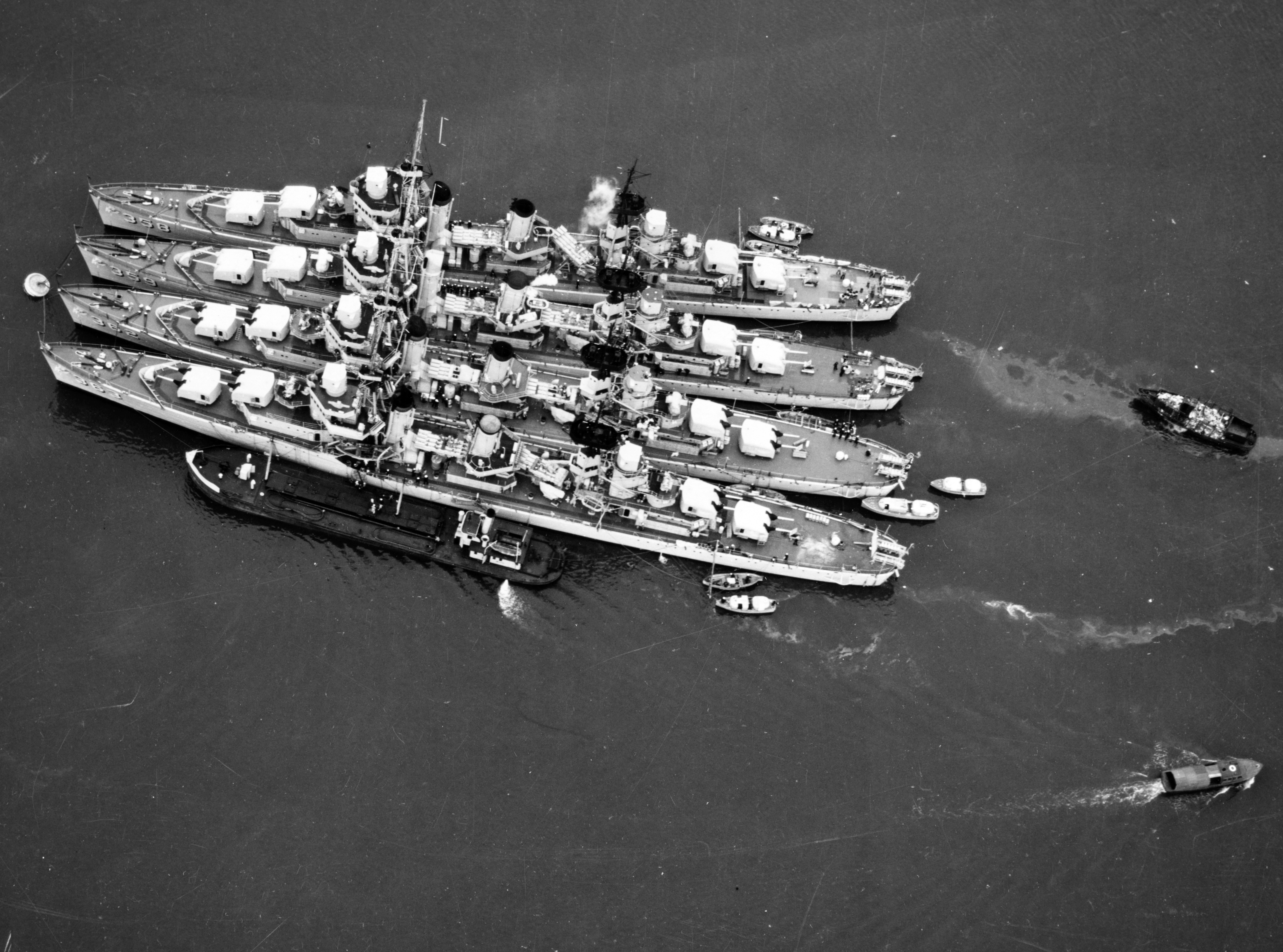
Du bas vers le haut : le USS Balch (DD-363), USS Moffett (DD-362), USS Winslow (DD-359) et USS McDougal (DD-358) mouillant dans la base navale de San Diego, mars 1939.

## Navires de la classe
- USS Porter (DD-356)
- USS Selfridge (DD-357)
- USS McDougal (DD-358)
- USS Winslow (DD-359)
- USS Phelps (DD-360)
- USS Clark (DD-361)
- USS Moffett (DD-362)
- USS Balch (DD-363)